# Нервное сплетение
Нервное сплетение — сложные соединения между нервными волокнами. Различают внутренние и наружные нервные сплетения. Внутренние могут быть частью центральной нервной системы и объединять периферические нервы. Наружные сплетения находятся только в периферической области.

## Периферические нервные сплетения
Периферические сплетения являются частью периферической нервной системы, представляют собой сетчатое соединение нервных волокон:
- Копчиковое нервное сплетение
- Крестцовое нервное сплетение сформировано передними ветвями пятого и частично четвёртого поясничных нервов и четырёх крестцовых нервов. Поясничное и крестцовое сплетения вместе составляют пояснично-крестцовое сплетение[4].
- Поясничное нервное сплетение сформировано передними ветвями двенадцатого грудного и первых трёх и, частично четвёртого поясничных нервов[4].

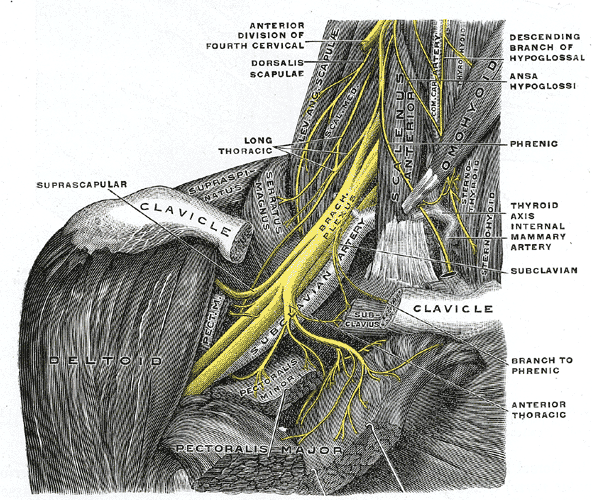
Правое плечевое сплетение, вид спереди

- Плечевое нервное сплетение образовано передними ветвями четырех нижних шейных нервов, частью передней ветви четвёртого шейного и верхнего грудного спинных нервов. Передние ветви образуют три основных нервных ствола — верхний, средний и нижний. Далее они разветвляются и в подмышечной ямке и образуют латеральный, медиальный и задний пучки, прилегающие с трёх сторон к подмышечной артерии. Различают надключичную и подключичную части плечевого сплетения. Короткие ветви нервных стволов, выходящие из плечевого сплетения, в основном иннервируют кости и мягкие ткани плечевого пояса, длинные — свободную часть руки[5].
- Шейное нервное сплетение образовано четырьмя, реже пятью верхними спинными нервами, плечевое — нижними шейными и двумя верхними грудными[4]. Первые четыре спинномозговых нерва шейного отдела разветвляются и воссоединяются таким образом, чтобы образовывались различные нервы для обслуживания шеи и затылка[6]. Первый спинной нерв называется подзатылочным нервом и служит для двигательной иннервации мышц у основания черепа. Второй и третий нервы формируют множество нервов шеи, обеспечивая как сенсорный, так и двигательный контроль. Сюда входит большой затылочный нерв, обеспечивающий чувствительность затылочной части головы, малый затылочный нерв, обеспечивающий чувствительность в области за ушами, большой слуховой нерв и малый слуховой нерв. Грудобрюшный нерв начинается от второго, третьего и пятого спинных нервов. Он иннервирует диафрагму, позволяя дышать. Если спинной мозг разорван выше третьего спинного нерва, то самостоятельное дыхание становится невозможным[6].

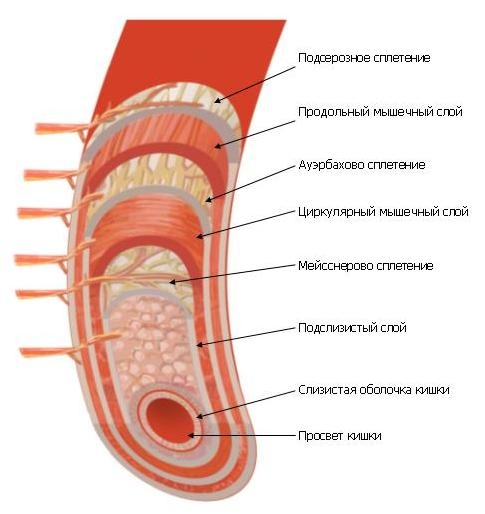
Расположение нервных сплетений в стенке тонкой кишки человека

- Солнечное сплетение

### Сплетения желудочно-кишечного тракта
- Ауэрбахово сплетение — совокупность нейронов, находящихся между продольным и циркулярным слоями мышечной оболочки полых гладкомышечных органов желудочно-кишечного тракта[7], часть энтеральной нервной системы.
- Мейсснерово сплетение